# Jägers finlandeses

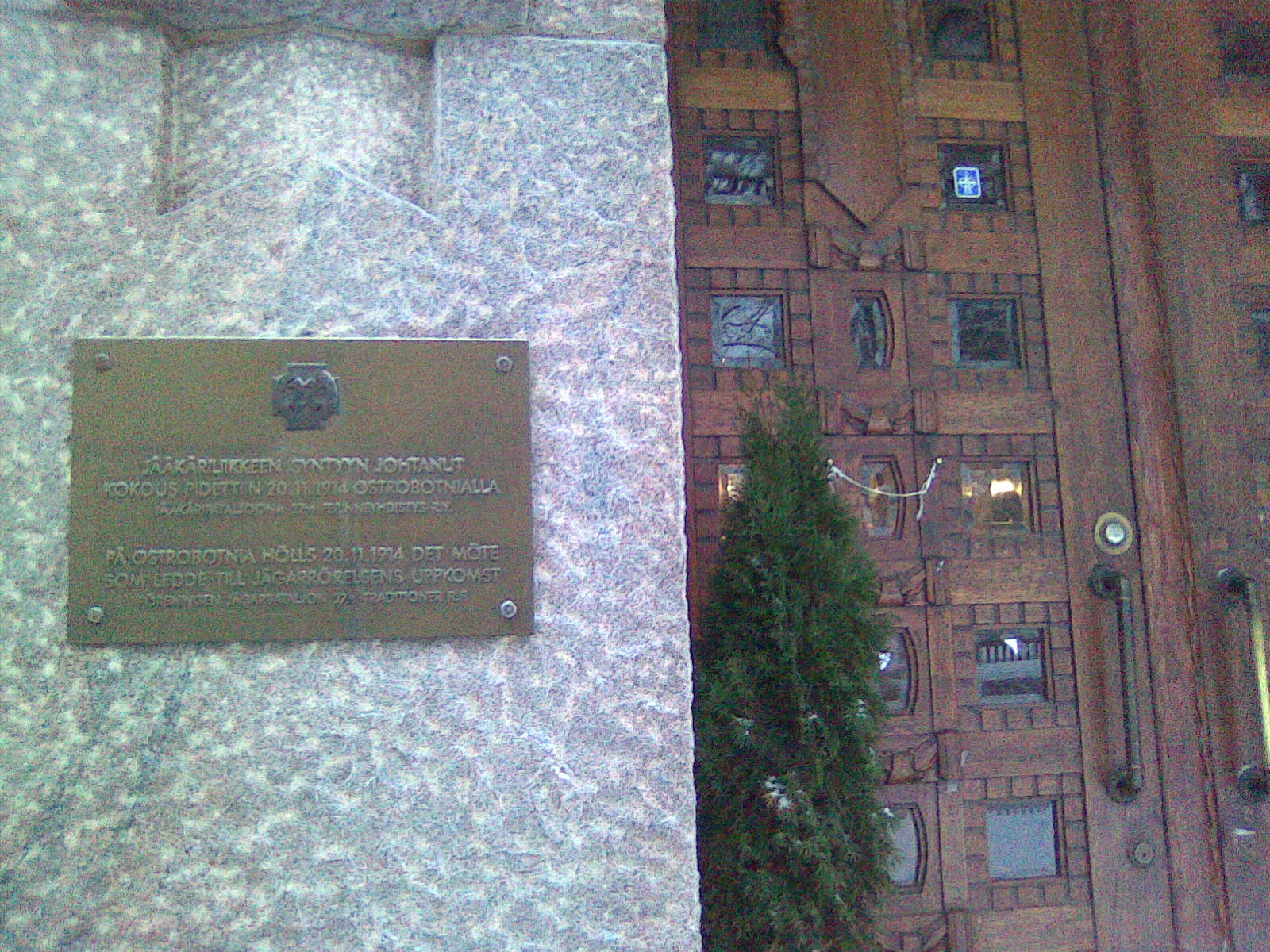
Local de nascimento do movimento Jägers. Casa da Nação Ostrobótnia do Norte (uma sociedade estudantil provincial).

Os Jägers finlandeses, historicamente, foram jägers (infantaria leve de elite) treinados na Alemanha para combater na Primeira Guerra Mundial e na guerra civil finlandesa, ao lado do exército branco finlandês. Atualmente, é a denominação geralmente dada aos soldados da infantaria finlandesa.
1. ↑  «About us». Maavoimat (em inglês). Consultado em 1 de julho de 2024